# Młynarczykowy Żleb

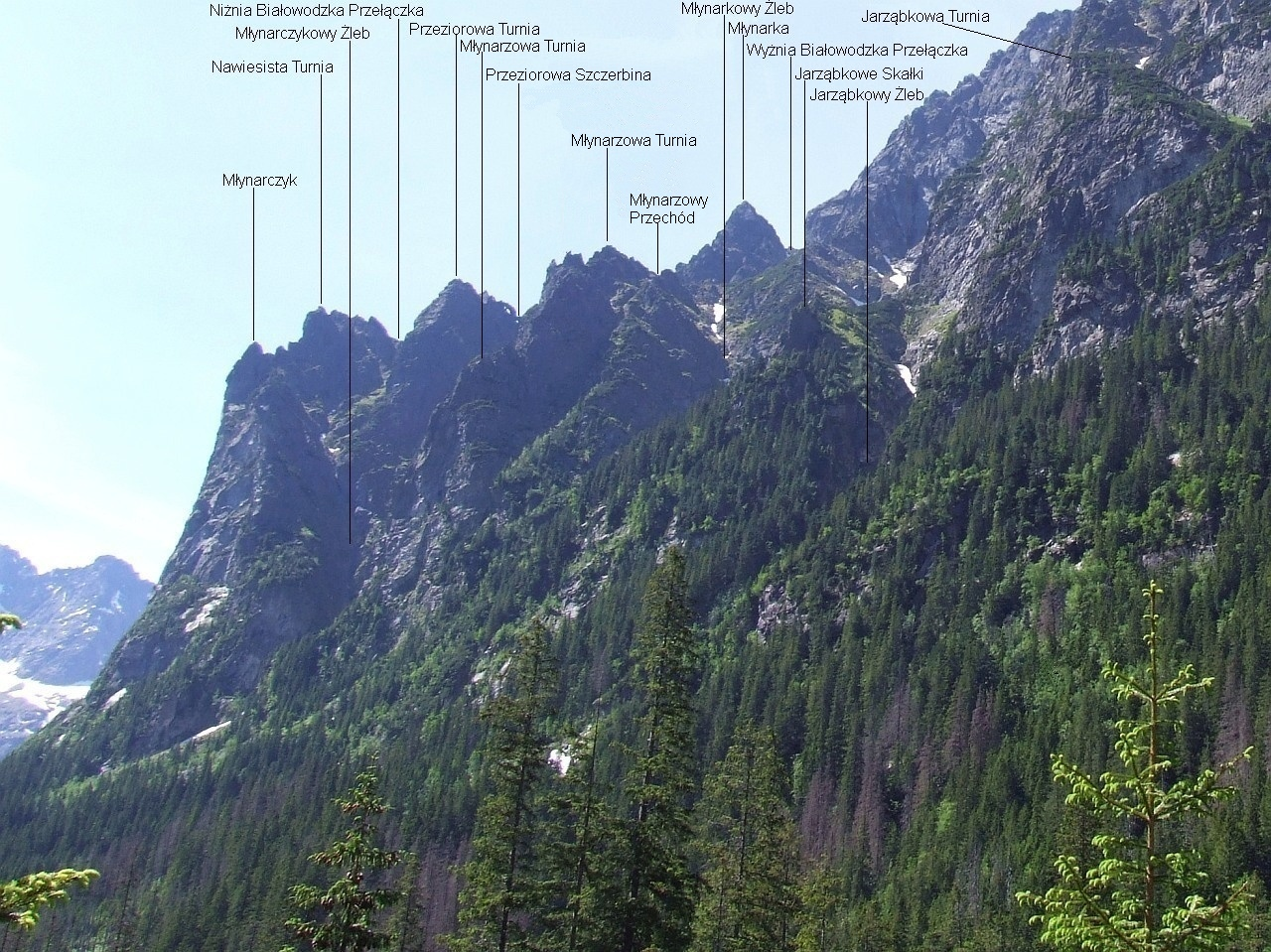
Widok z Doliny Białej Wody

Młynarczykowy Żleb (słow. Mlynárikov žľab) – żleb na północnych zboczach wschodniej grani masywu Młynarza (dokładnie Wielkiego Młynarza) w słowackich Tatrach Wysokich.
Żleb opada do porośniętych lasem lewych zboczy Doliny Białej Wody. Najniższa jego część to kamieniste koryto, wspólne dla Młynarczykowego i Młynarkowego Żlebu. Żleby te łączą się na progu  o wysokości około 15 m. Zazwyczaj spływa z niego woda tworząc dwa wodospadziki. Lewy tworzy woda spływająca Młynarczykowym Żlebem, prawy woda Młynarkowego Żlebu. Zimą na progu tworzą się trzy lodospady. Wyżej koryto Młynarczykowego Żlebu zamienia się w głęboki żleb. Jest w nim stromy komin i jeszcze jeden płytowy próg. Orograficznie prawe jego ograniczenie tworzy Młynarczyk, lewe – północna ściana i grzęda Przeziorowej Turni, oddzielająca go od Młynarkowego Żlebu. Młynarczykowy Żleb w górnej części rozgałęzia się na dwie odnogi. Lewa (patrząc od dołu) podchodzi pod Młynarczykową Szczerbinę, prawa pod Niżnią Białowodzką Przełączkę. Młynarczykowy Żleb stanowi najłatwiejszą drogę wejściową na tę przełączkę (II w skali tatrzańskiej, 1 godz.).